# Daniel Quinn
Daniel Quinn (Nascido em 1935 em Omaha, Nebraska) é um escritor dos U.S.. Ele é mais conhecido pelo seu livro Ismael (1992), que ganhou o Turner Tomorrow Fellowship Award em 1991.

## Biografia
Daniel Quinn estudou na Saint Louis University, Universidade de Viena, Austria, e Loyola University, recebendo bacharelado em Inglês em 1957.
Em 1975, ele abandonou sua carreira de editor para se tornar escritor freelancer. Ismael é o primeiro de uma trilogia incluindo História de B e Meu Ismael. O filme de 1999, Instinto, é baseado nas ideias dele.
Ele se tornou conhecido em segmentos do ambientalismo, anarquismo e anarcoprimitivismo.
Autores relacionados incluem Derrick Jensen, Jared Diamond, Jack Forbes, Edward Goldsmith, Morris Berman, and Fredy Perlman.
Quinn vivia em Houston, Texas com sua mulher Rennie.
Quinn morreu de pneumonia de aspiração aos 83 anos no hospício de Houston, "não quero ser mantido vivo só para poder chegar aos 90 anos." " Claro que não", foi o que disse Daniel a sua esposa, Rennie quinn.
"Para cada um é dado o seu momento no fogo, sua centelha para ser entregue a outro quando é enviado, para que o fogo possa seguir."

## Conceitos chave
- Tribalismo
- Corrida alimentícia
- Superpopulação
- Lei da competição limitada